# Бекени (Горж)
Бекени (рум. Becheni) насеље је у Румунији у округу Горж у општини Рошија Де Амарадија. Oпштина се налази на надморској висини од 581 m.

## Становништво
Према подацима из 2002. године у насељу је живело 103 становника, од којих су сви румунске националности.